# Esther Staubli
Esther Staubli (Bern, 3 oktober 1979) is een Zwitsers voetbalscheidsrechter.
In 2015 en 2020 leidde zij de finale van de UEFA Women's Champions League.
De EK finale van 2017 tussen Nederland en Denemarken werd ook door Staubli geleid. Dat jaar was zij ook de eerste vrouwelijke scheidsrechter op het WK O17 voor mannen.